# Pradièras
Pradièras (en francès Pradières) és un municipi francès del departament de l'Arieja i la regió d'Occitània.